# Lyrcus platensis
Lyrcus platensis är en stekelart som först beskrevs av De Santis 1979.  Lyrcus platensis ingår i släktet Lyrcus och familjen puppglanssteklar. Inga underarter finns listade i Catalogue of Life.